# Renfe série 316
La Renfe série 316 est une suite de 17 Locomotive Diesel-électriques] de la Red Nacional de los Ferrocarriles Españoles. Elle était à l'origine dénommée « série 1600 ».

## Conception

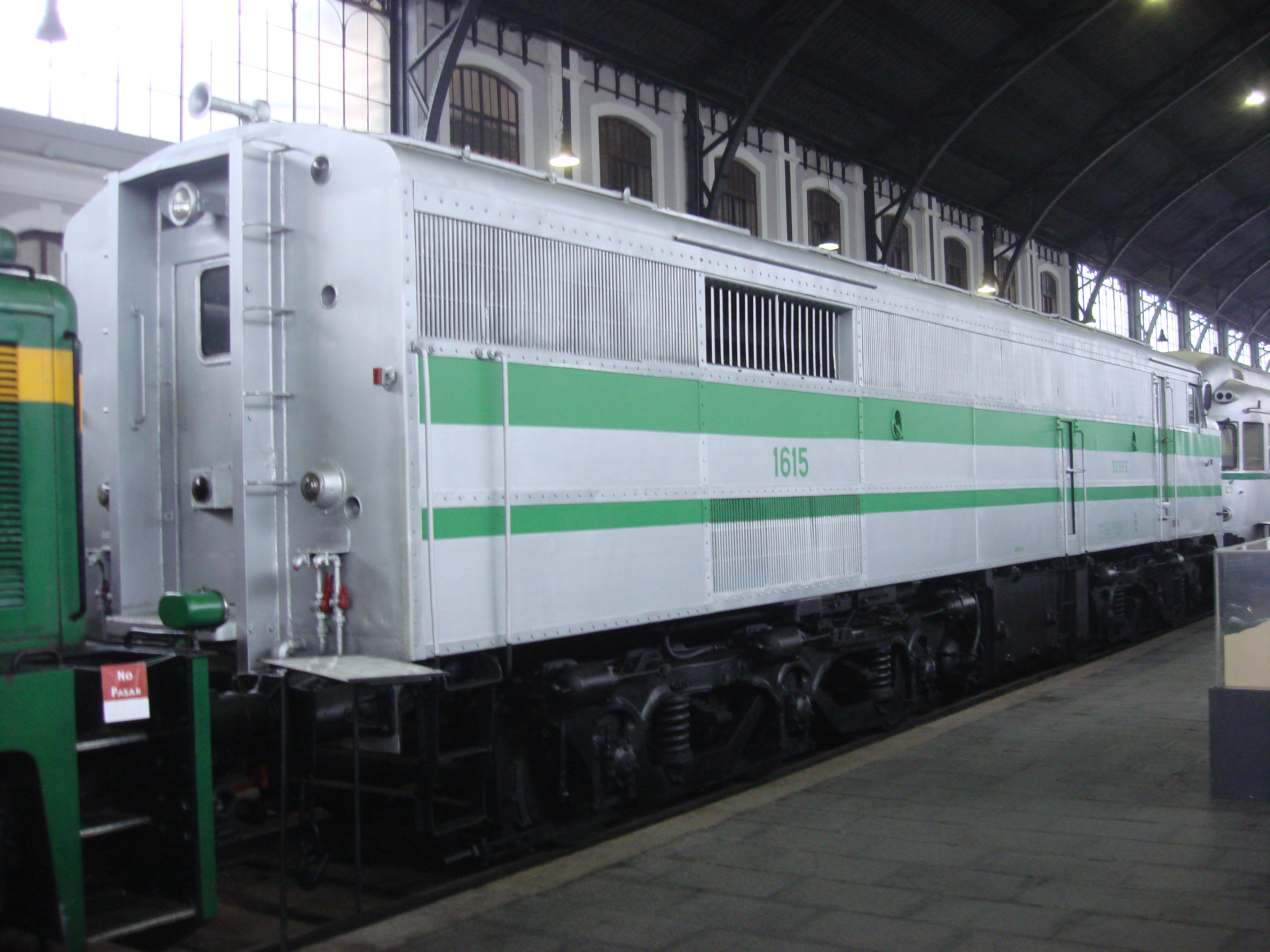
1615 monocabine vue côté train.

Construite par Alco, la série 1600 est issue d'un programme d'aide des États-Unis à l'Espagne en 1955. Elle fut surnommée « Marilyn » en référence à son origine américaine et du bruit ronronnant du moteur au ralenti.
La 1615 ne possédait qu'une cabine de conduite nécessitant un retournement en fin de parcours pour être remise en tête du train. Pour le reste de la série, une petite cabine fut aménagée à l'autre extrémité. 

## Service
Elles furent utilisées en Andalousie, tant pour les trains de voyageurs que de marchandise, puis réservées au fret, vu les prestations insuffisantes lors de la modernisation du transport voyageur.
À leur réforme neuf machines furent reprises dont la société Comsa, un opérateur privé. La 1615 a été préservée ; elle est visible au musée des chemins de fer de Madrid. La 1603 a été achetée par une association dans le but de la repeindre dans les couleurs d'origine pour assurer des voyages touristiques.

## Livrées

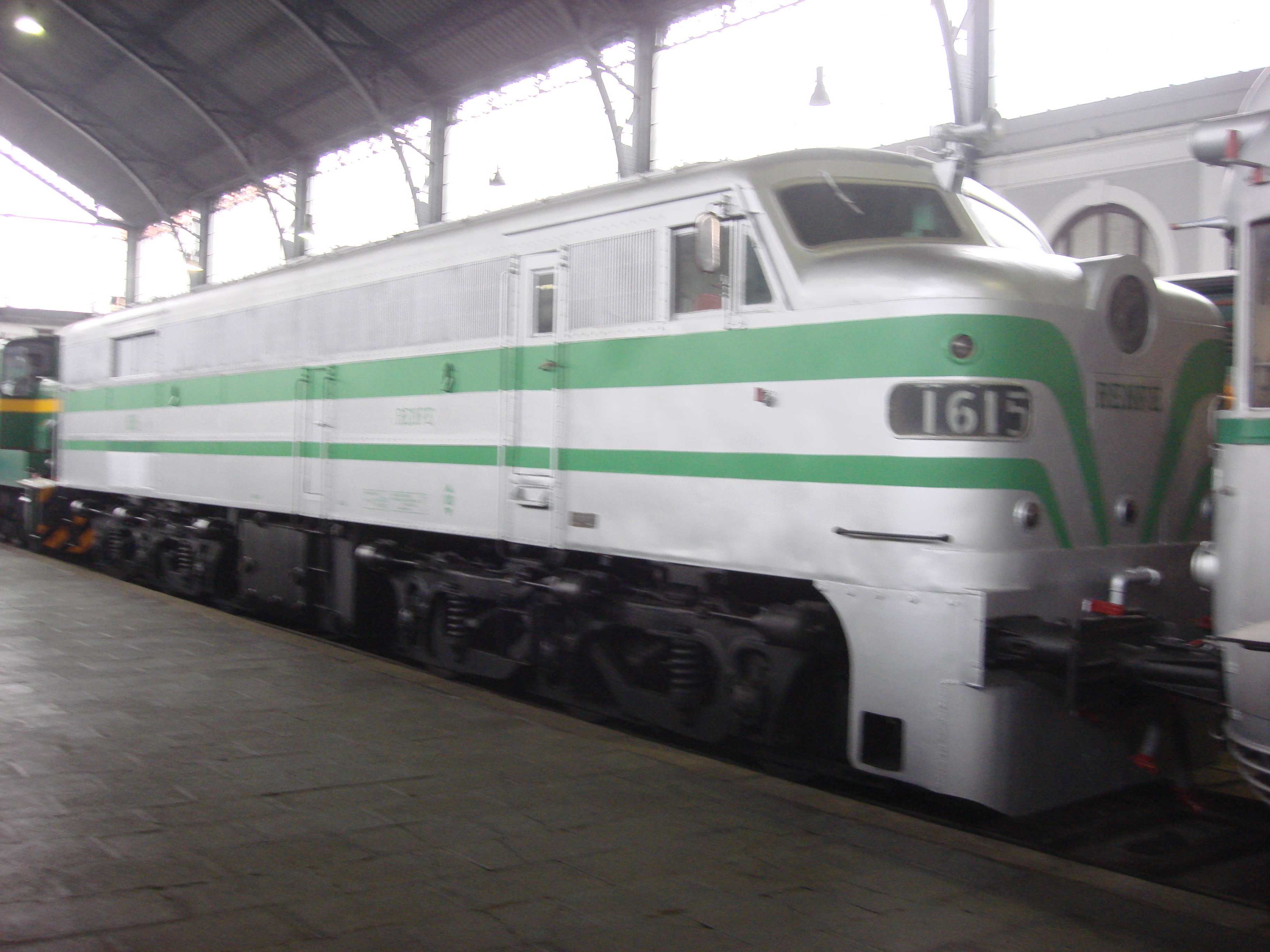
Livrée originale
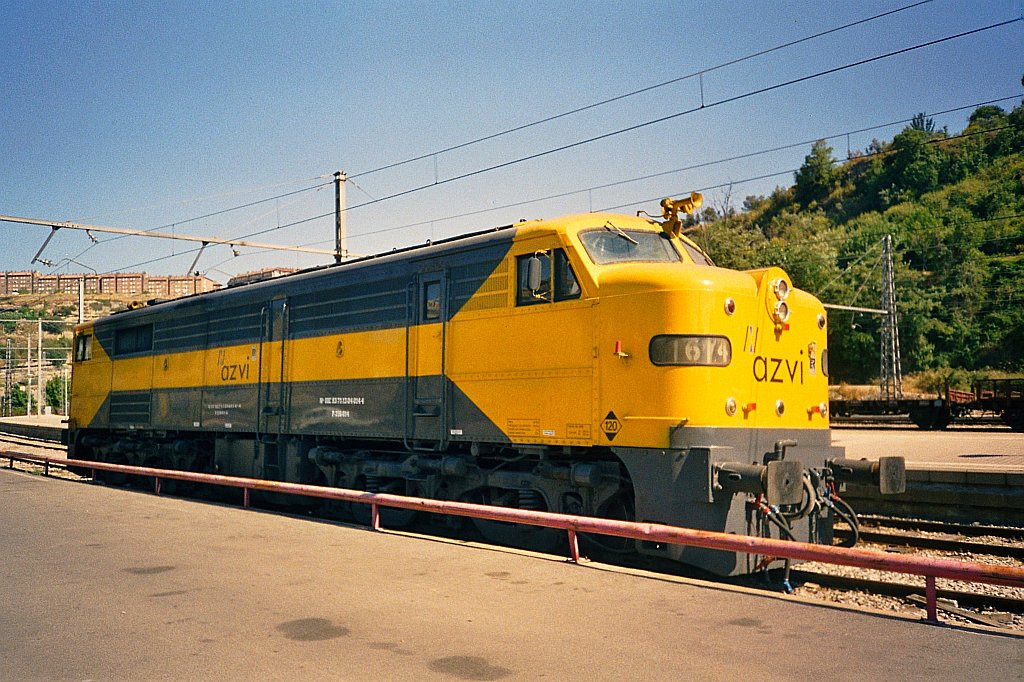
Livrée intermédiaire
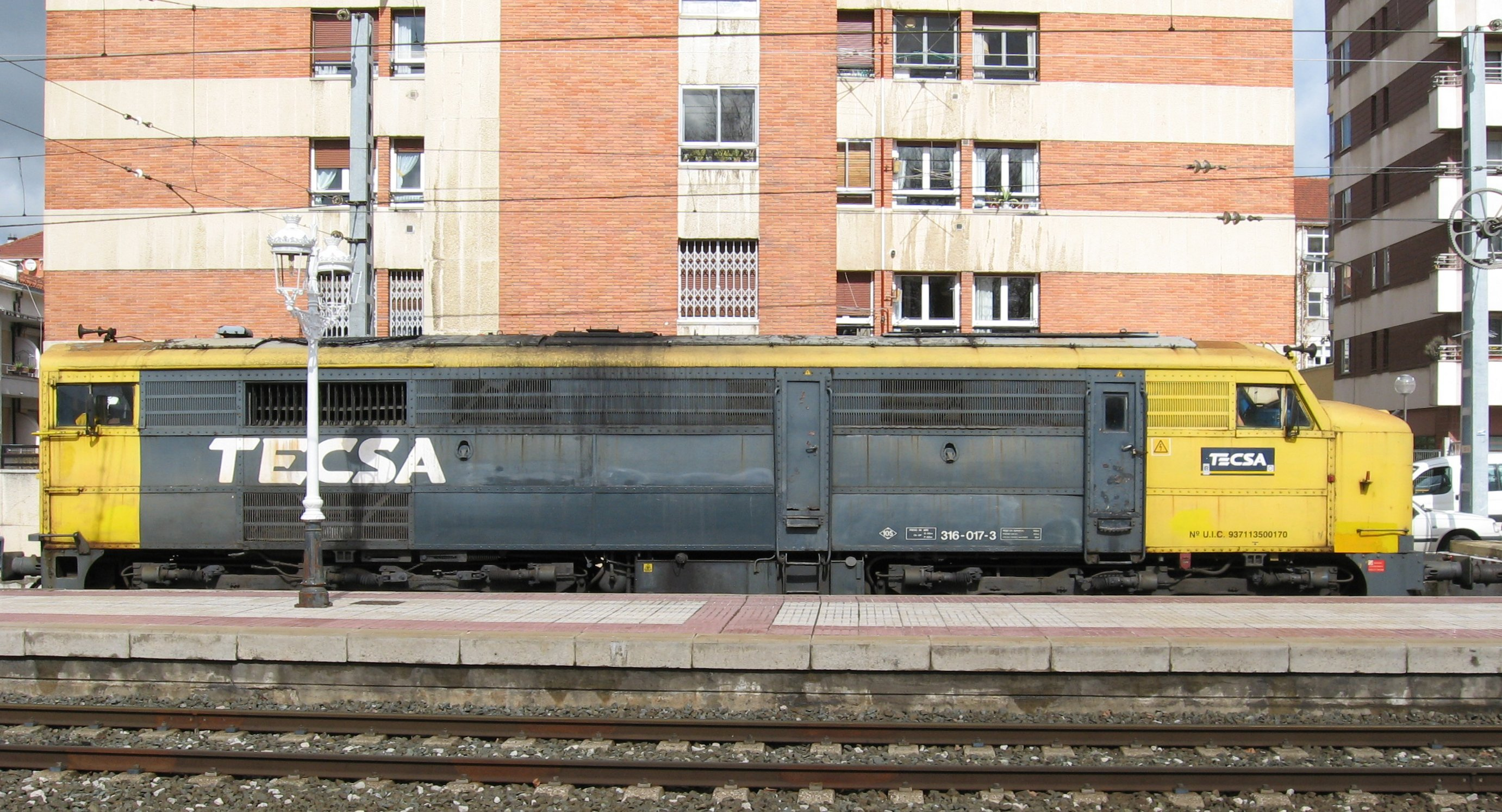
Livrée ultime
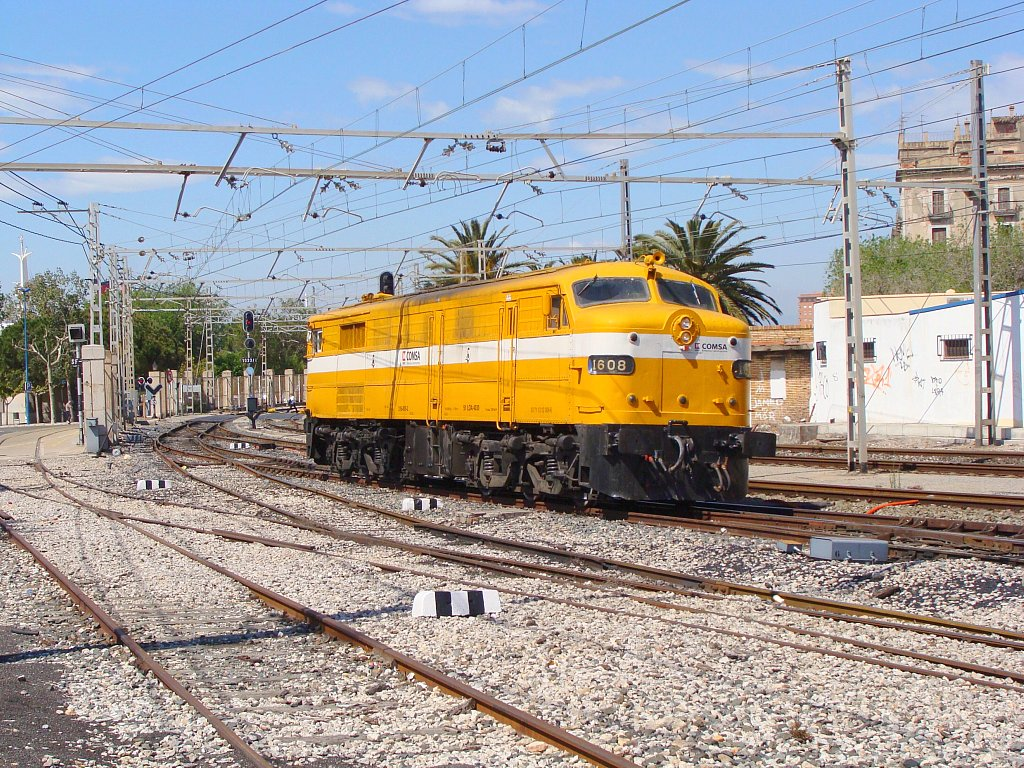
Livrée Comsa